# Ludo Busschots
Ludo Maria Michiel Busschots (Mortsel, 2 april 1956 – Deurne, 2 december 2020) was een Vlaams acteur.

## Levensloop
Hij studeerde af aan de Studio Herman Teirlinck in 1978.
De acteur was ook gekend als fan van Royal Antwerp FC. Hij presenteerde ook een aantal fandagen van de club.

## Rollen
Hij acteerde in de televisiereeksen Willem van Oranje, Alfa Papa Tango (1990), Windkracht 10 (1997-1998), Stille Waters (2001), Albert II (2013), Familie (2014) en in een aantal televisiefilms in de jaren 70, 80 en 90. Hij speelde de hoofdrol in de serie Geschiedenis mijner jeugd (1983), gebaseerd op het boek van Hendrik Conscience.
Ludo Busschots had gastrollen in de televisieseries Transport (1983), De Paradijsvogels, Langs de Kade, De Kotmadam, Het Park, F.C. De Kampioenen, Hof van Assisen, Heterdaad, Flikken, Witse, De Smaak van De Keyser, W817 en Aspe.
In Flikken trad hij naast een gastrol ook op als acteercoach, en bij sommige afleveringen als regisseur en producer. Hij was ook producent voor Katarakt.
Ludo Busschots speelde in de film Windkracht 10: Koksijde Rescue (2006) de rol van Patrick Adams. Hij had ook rollen in Boys, Blanval, De zevende hemel en Max. In 2009 speelt hij in Oud België.
Hij was ook een hoorspelacteur. Hij was onder andere te horen in Het blauwe licht (Franz Fühmann - Ludo Schats, 1988) en Kasper in de Onderwereld (Hubert Lampo - Michel De Sutter, 1989).
In het theater stond hij in het seizoen 1993-1994 op de planken met Geloof, hoop en liefde van het theatergezelschap Theater Zuidpool.
Zijn laatste grote rol was deze van kabinetschef Jacques van Ypersele de Strihou van de Koning Albert in de fictiereeks Albert II in 2013.